# Funabashi
Funabashi (船橋市, Funabashi-shi) é uma cidade japonesa localizada no nordeste da província de Chiba. Recebeu o estatuto de cidade a 1 de Abril de 1937.
Em 2012 a cidade tinha uma população estimada em 610.572 habitantes e uma densidade populacional de 7.130 h/km². Tem uma área total de 85,64 km². É a 7ª cidade mais populosa na Grande Tóquio. A cidade é dirigida por Koshichi Fujishiro (藤代孝七).

## Geografia
Funabashi está localizada no nordeste da província de Chiba e faz parte da região do Planalto de Shimōsa. Se situa de 20 a 30 metros acima do nível do mar, e é relativamente plana. Funabashi é atravessada pelo rio Tone, e possui um pequeno rio chamado Ebi, o qual se localiza inteiramente dentro dos limites da cidade.
Antigamente, a cidade tinha grandes praias rasas, mas grande parte da costa foi industrializada e transformada devido ao aterramento marítimo.

### Municípios vizinhos
- Ichikawa, Chiba
- Narashino, Chiba
- Yachiyo, Chiba
- Kamagaya, Chiba
- Shiroi, Chiba

## Economia
Funabashi é um centro comercial regional e, devido á suas inúmeras conexões de trem, uma cidade-dormitório para as áreas próximas de Chiba e Tóquio.

## Educação
- Campus da Nihon University

## Atrações locais

### Estruturas
- Hipódromo de Funabashi
- Hipódromo de Nakayama
- Automobilismo de Funabashi
- Centro comercial LaLaPort, um dos maiores do Japão
- Primeira loja de grande porte da IKEA no Japão, construída nos moldes do SSAWS

### Culturais
- Templo de Funabashi
- Santuário de Ninomiya
- Museu Kūtei
- Monumento Meiji Tennō Chūhitsu no Tokoro no Hi
- Gyōda Musen
- Cerejeiras japonesas na beira do rio Ebi

## Cidades-irmãs
- Odense, Dinamarca
- Hayward, Estados Unidos
- Xi'an, China